# Antonio Simeoni
Antonio Simeoni ist ein ehemaliger italienischer Kommunalpolitiker.

## Leben
Simeoni war von 1970 bis 1991 Bürgermeister der Stadt Nettuno im Latium. Er ist einer der Väter der im Oktober 1973 geschlossenen Städtepartnerschaft zwischen Nettuno und der oberbayerischen Stadt Traunreut.
Für seine Verdienste um diese Partnerschaft wurde er am 10. März 1990 zum Ehrenbürger von Traunreut ernannt.